# غارة مطار سيدي حنيش
الغارة على مطار سيدي حنيش كانت عملية عسكرية نُفِّذت ليلة 26 يوليو 1942. عندما هاجمت إحدى وحدات القوة الجوية الخاصة البريطانية بقيادة الرائد ديفيد ستيرلينغ مطار سيدي حنيش الألماني في مصر أثناء حملة الصحراء الغربية ضمن الحرب العالمية الثانية. نتج عن الغارة تدمير العديد من طائرات سلاح الجو الألماني اللوفتفافه المستخدمة لنقل الإمدادات إلى قوات المحور أو تضررها بنيران المدافع الرشاشة والمتفجرات. وعليه تحولت وحدات الخط الأمامي لقوات المحور لتقوية الحاميات في المؤخرة المعرضة للهجوم.

## خلفية تاريخية

### إمدادات المحور
كانت هجمات الحلفاء الجوية والبحرية قد قضت على 70% من الإمدادات التي أرسلت إلى قوات المحور في شمال أفريقيا في نوفمبر 1941. وبحلول 1942، واجهت القوات الألمانية والإيطالية في شمال أفريقيا نقصًا خطيرًا في الإمدادات حيث أغرقت قوات الحلفاء السفن التجارية في البحر المتوسط. كانت إمدادات المحور تُنقل إلى أدنى شبه الجزيرة الإيطالية، عن طريق السكك الحديدية بالأساس، إلى الموانئ الجنوبية لشحنها إلى شمال أفريقيا. بينما كانت البحرية الملكية تنشر أعداداً متزايدة من السفن والغواصات في المنطقة لاعتراض قوافل إمداد المحور، مما أجبر اللوفتفافه على تحمل بعض العبء في إمداد الفيلق الأفريقي والقوات الإيطالية جواً. وغالباً ما جعلت التضاريس في شمال إفريقيا النقل البري غير عملي، مما أجبر الطائرات على الطيران بين مهابط الطيران الصحراوية النائية لتوصيل الإمدادات وقطع الغيار والجند والمؤونة.

### القوة الجوية الخاصة
شكل الرائد ديفيد ستيرلينغ القوة الجوية الخاصة لشن عمليات جريئة خلف خطوط المحور في يوليو 1941. في البداية أطلق عليها اسم المفرزة 'إل'، لواء القوة الجوية الخاص، وتألفت الوحدة من رجال اُختيروا من الوحدات البريطانية التقليدية وتلقوا تدريبًا خاصًا بالقفز المظلي. كان مقر الوحدة في واحة جالو واكتسبت شهرة في شن غارات على القواعد الألمانية والتسلل إليها وتدمير الطائرات المتوقفة بالمتفجرات. أصبح ستيرلينغ معروفة بين الألمان باسم «الرائد الشبح».

## المقدمات
كان ستيرلينغ يعد خطة لبعض الوقت لضرب مطار سيدي حنيش، وهو مجمع مطارات يقع على بعد 235 ميل (378 كم) غرب القاهرة، والذي أطلق عليه الألمان اسم حجاج القصبة. تضمنت الغارة استخدام تكتيك غير مألوف للقوة الجوية الخاصة؛ يتمثل في اقتحام القاعدة بالمركبات، بدلاً من اختراقها بحذر. أطلع ستيرلينغ رجاله على الغارة وقام بتجنيد مجموعة الصحراء بعيدة المدى لتوفير المركبات ووسائل النقل. حيث كان في اعتقاده أن قوة النيران وسرعة سيارات الجيب ستكون كافية للتغلب على الدفاعات الألمانية. سيقود المغاوير مسافة 50 ميلاً (80 كم) عبر الصحراء من مخبأ في بئر القصير إلى المطار ثم يجتازوه في ثمانية عشر سيارة جيب في قولين، مع وجود ستيرلينغ في المقدمة. كان لكل جيب أربعة رشاشات من طراز فيكرز كيه، وهو سلاح سريع الضرب، مصمم أصلاً لطائرات سلاح الجو الملكي. أجرى الرجال البروفة الأخيرة للعملية ليلة 25/26 يوليو.

## الغارة
بدأت الغارة ليلة 26/27 يوليو، بانطلاق ثمانية عشر سيارة جيب، تحمل كل منها 3 أو 4 مغاويير بريطانيين أو فرنسيين، في الصحراء بدون مصابيح أمامية محاولةً الحفاظ على تشكيلها. كان الطقس مثالياً مع اكتمال القمر وغياب الغيوم. عندما اقترب المغاوير من المطار، أُضيئت الأنوار المبطنة للمدرج، مما تسبب في حالة من الذعر بين المغاوير الذين كانوا يخشون أن يُكشفوا ولكن كان إضاءة الأنوار لأجل هبوط قاذفة للوفتفافه. أطلق ستيرلينغ شعلة خضراء وأمر الجيب بالتقدم إلى المطار في تشكيل حرف "V". اقتحمت القوة الجوية الخاصة المطار، مستخدمة رشاشات كيه، المزودة بذخائر كاشفة، لإطلاق النار على الطائرات الألمانية المتوقفة والتي تضمنت القاذفات الانقضاضية يونكرز يو 87 شتوكا وطائرات الشحن يو 52 ومقاتلات مزرشميت بي إف 109. ردت القوات الألمانية بالمدافع الرشاشة والأسلحة المضادة للطائرات، مما أدى إلى تعطيل سيارة جيب. كان المدفعجي جون روبسون، جندي من القوة الجوية الخاصة يبلغ من العمر 21 عامًا، كان يدير رشاشًا عندما أُطلق عليه الرصاص وقتل، مما جعله الخسارة الوحيدة للحلفاء في الهجوم. استخدم المغاوير معظم ذخيرتهم وقاموا بالمناورة للهروب بعد عملية مسح أخيرة لطائرة غير تالفة. قفز بادي ماين من سيارة جيب لوضع قنبلة في محرك قاذفة متوقفة قبل أن ينسحب. دمر المغاوير أو أتلفوا حوالي أربعين طائرة للوفتفافه، مع ذلك زعمت القوة الجوية الخاصة أنهم خمس وعشرين طائرة حيث كان من المعتاد عدم الإبلاغ بشكل كافِ عن خسائر المحور.

### الهروب
هرب المغاوير إلى الصحراء، بعدما خسروا جيب واحدة ورجل واحد ليس إلا وانقسموا إلى مجموعات من 3 إلى 5 سيارات جيب، في محاولة لتجنب اكتشافهم من قبل الطائرات الألمانية حيث كان قد تبقى ساعتان ونصف فقط على النهار؛ حينها يصبحون عُرضة للهجوم الجوي. لذلك كان أفراد القوة الجوية الخاصة يختبئون خلال النهار مع تمويه سياراتهم وقد وصلت جميع المجموعات باستثناء واحدة إلى بير القصير. حيث تأخرت مجموعة سيارات الجيب التي تديرها القوة الجوية الخاصة الفرنسية نتيجة الثقوب والأعطال، مما أدى إلى كشفها في الصحراء. حتى رصدتها أربعة قاذفات قنابل من طراز شتوكا شنت عليها تسع هجمات، مما أدى إلى إصابة الجندي المظلي أندريه زيرنلد بجروح قاتلة. بعد نفاد ذخيرة قاذفات شتوكا، صعد أفراد المغاوير إلى آخر جيب عاملة ووصلوا إلى بر الأمان.

## النتيجة
حققت الغارة نجاحًا كبيرًا، حيث كانت العديد من الطائرات الألمانية المدمرة عبارة عن طائرات نقل يونكرز 52، مما أدى إلى تفاقم صعوبات إمداد المحور. لاحقاً، أسر الألمان ستيرلينغ في يناير 1943 وقضى بقية الحرب داخل وخارج معسكرات أسرى حرب المحور. وعُين ماين قائداً للقوة الجوية الخاصة بديلاً لستيرلينغ.

## استشهادات
1. ↑  Zabecki 2015، صفحة 543.
2. ↑  Polmar 2006، صفحة 135.
3. ↑  Spencer 2014، صفحة 16.
4. ↑  Zabecki 2014، صفحة 816.
5. ↑  Lewis 2015، صفحة 13.
6. ↑  Mortimer 2012، صفحة 134.
7. ↑  Mortimer 2015b، صفحة 57.
8. ↑  Mortimer 2015a، صفحات 35–37.
9. ↑  Macintyre 2016، صفحة 199.
10. ↑  James 2015، صفحة 329.
11. ↑  Mather 1997، صفحة 91.
12. ↑  Macintyre 2016، صفحة 204.
13. ↑  Syrett 2014، صفحة 234.
14. ↑  Dilley 2013، صفحات 87–89.